# L'altro universo
L'altro universo (Excession) è un romanzo di fantascienza dello scrittore scozzese Iain Banks, pubblicato per la prima volta nel 1996. È il quinto romanzo del Ciclo della Cultura, una space opera ad ampio respiro, la cui trama complessa si dipana in un intreccio di eventi di cui sono protagonisti molti personaggi in zone remote della galassia.
Il libro riguarda in gran parte la risposta delle Menti della Cultura al verificarsi di un "Problema Fuori Contesto" - l'Eccessione del titolo - e al modo in cui un'altra società, l'Oltraggio, la cui brutalità sistematica fa orrore alla Cultura, cerca di usare l'Eccessione per aumentare il proprio potere.
Il libro presenta un'ampia raccolta di nomi di navi della Cultura, alcuni dei quali forniscono sottili indizi sul ruolo che le Menti di queste navi svolgono nella storia.
In termini di stile, il libro si distingue anche per il modo in cui molte importanti conversazioni tra Menti assomigliano a messaggi di posta elettronica completi di header.

## Storia editoriale
Quando intervistato in merito alle sue idee sulla tecnologia narrata dalla letteratura di fantascienza, Banks, riferendosi ai contenuti del libro, affermò:
Nel 1996 l'opera ha vinto in Gran Bretagna il premio BSFA per il miglior romanzo, nel 1998 il Premio Italia  e, nello stesso anno in Germania, il Premio Kurd Laßwitz, entrambi per il miglior romanzo straniero.

## Trama
L'Eccessione del titolo originale è un perfetto Corpo nero, sferico, che appare misteriosamente ai margini dello spazio della Cultura, insieme a una stella morta che sembra più antica dell'Universo stesso e che resiste ai tentativi della Cultura e di società tecnologicamente equivalenti (in particolare l'Elench Zetetico) di sondarla.
La GTI (Ghenga di Tempi Interessanti), un gruppo informale di Menti legato a Circostanze Speciali, cerca di gestire la risposta della Cultura all'Eccessione.
Anche l'Oltraggio, una specie in rapida espansione che pratica un sadismo sistematico nei confronti degli altri esseri viventi, compresi le proprie femmine e maschi giovani, cerca di sfruttare l'Eccessione impadronendosi di un deposito di navi da guerra della Cultura messe fuori servizio e utilizzandole per rivendicare il controllo dell'oggetto misterioso.
La Pace Perpetua , un Veicolo Sistemi Generali (VSG)  che aveva nominalmente lasciato la Cultura fingendosi Eccentrica, viene incaricata dalla GTI di recarsi sul luogo dell'Eccessione.
In cambio  la Pace Perpetua chiede la presenza di Genar-Hofoen, un diplomatico umano della Cultura, allo scopo di farlo riconciliar con la sua ex compagna, Dajeil, che vive in solitudine sul VSG da 40 anni. 
I due avevano avuto un'intensa storia d'amore e dopo una serie di cambiamenti di sesso, erano rimaste incinte l'una dell'altra, finché Dajeil aveva aggredito Genar-Hofoen che le era stato infedele, uccidendo il bambino non ancora nato, Dajeil aveva quindi sospeso la sua gravidanza e si era ritirata dalla società.
L'Eccessione rilascia un'ondata di energia distruttiva verso la Pace Perpetua che, prima schiera una flotta di 80.000 navi da guerra telecomandate e poi, pensando di stare ormai per soccombere, trasmette verso l'Eccessione il suo "stato mentale", una copia completa della sua personalità, con l'effetto di fermare l'attacco dell'Eccessione, che poi svanisce misteriosamente come era apparsa.
Nel contempo le navi rubate dall'Oltraggio, viste le soverchianti forze schierate dalla Pace Perpetua, decidono di arrendersi, ponendo termine alla breve guerra con la Cultura.
Sembra che l'Oltraggio sia stato manipolato da membri della GTI che, pensando fosse moralmente imperativo frenare la crudeltà dell'Oltraggio con ogni mezzo, li avevano indotti e aiutati a rubare le navi da guerra della Cultura per creare un casus belli.
Dopo aver parlato con Genar-Hofoen, Dajeil porta a termine la sua gravidanza e rimane sulla Pace Perpetua, che fa rotta verso una galassia satellite. 
Genar-Hofoen torna dall'Oltraggio, trasformato fisicamente in un membro di quella specie, la cui compagnia trova più stimolante di quella dei membri della Cultura.
L'epilogo del libro rivela che l'Eccessione è un'entità senziente che permette di viaggiare tra gli universi a molte specie e civiltà ritenute idonee; come risultato degli eventi del romanzo, l'Eccessione conclude che le civiltà che ha incontrato in questo universo non sono ancora pronte.
Inoltre prende come proprio il nome datogli dalla Cultura L'Eccessione in un riferimento obliquo alla citata specie dell'Oltraggio, che era stata chiamata così da un'altra specie nel tentativo di etichettarla come una causa persa di mostri iper-sadici.

## Critica
Secondo Kirkus Reviews il libro è::
Astronavi chiacchierone dai nomi splendidi anche se confusi [...] non compensano l'assenza di personaggi reali.»
Alcuni di coloro che hanno elogiato Excession hanno commentato che la sua complessità e l'uso frequente di in-joke rendono consigliabile, per i nuovi lettori delle storie sulla Cultura di Banks, iniziare con altri libri.
In una retrospettiva su Excession alla Tor Books, Peter Tieryas ha scritto: "Ci sono paragrafi letteralmente buttati dentro come dettagli di fondo dai quali si potrebbero trarre romanzi straordinari. ... Parte della gioia di Excession è sentire le Menti parlare tra loro, quella pioggia di numeri che ricorda Matrix, testo, sintassi esoterica e battibecchi spiritosi."
Recensito su Arcane Magazine con un punteggio di 10/10, il romanzo è definito un "risultato sorprendente", considerato "di portata enorme, intricato nei dettagli, che oscilla dal pathos alla metafisica e dall'umorismo all'azione alla velocità della luce", con Banks considerato, "uno scrittore di fantascienza davvero senza eguali al momento."

## Edizioni
- (EN) Iain M. Banks, Excession, Orbit Books, 1996, ISBN 1-85723-394-8.
- Iain M. Banks, L'altro universo, traduzione di Anna Feruglio Dal Dan, Cosmo Argento, n. 280, Milano, Editrice Nord, 1997, ISBN 884290970X.
- Iain M. Banks, L'altro universo, traduzione di Anna Feruglio Dal Dan, Narrativa Nord, n. 184, Milano, Editrice Nord, 2004, ISBN 88-429-1308-1.